# Siostrzytów
Siostrzytów – wieś w Polsce położona w województwie lubelskim, w powiecie świdnickim, w gminie Trawniki.
W latach 1975–1998 miejscowość administracyjnie należała do ówczesnego województwa lubelskiego.
Wieś jest sołectwem w gminie Trawniki. Według Narodowego Spisu Powszechnego z roku 2011 wieś liczyła 921 mieszkańców.

## Historia
Wieś szlachecka z XIV wieku. Notowana w roku 1389. W roku tym Rochna wdowa po Leonardzie z Gawłowa oraz ich dzieci Klara i Leonard uzyskują półtora wsi, mianowicie Siostrzytów i Czemierniki, występując przeciwko Włodkowi i Pakoszowi z Dębian oraz Małgorzacie żonie Jaśka Niepra z Kołaczyc w powiecie pilzneńskim.

Jan Długosz wspomina tę wieś w parafii Piaski Wielkie {L. B., II, 551). Według registru poborowego powiatu lubelskiego z roku 1531 wieś Siestrzewice w par. Czemierniki, miała 2 łany i młyn (Pawiński, Małopolska., 350).
Nazwy wsi w dokumentach źródłowych (toponimika)
W roku 1389 „Sestrzeuithoua”, 1414 – „Sestrouicze”, „Sestrzewitouicze”, 1417 – „Szestrzewythow”, 1453 – „Syestrzewitow”

W wieku XIX wieś nazywano „Siestrzewitów” alias „Siestrzytow”.
Otoczenie wsi w wieku XV
W roku 1418 wieś graniczy z Jaszczowem. W roku 1466 z wsią Biskupice. Granica między Siostrzytowem a Drohuczą ma stanowić „krzywa” droga do Bielska. Z roku 1480 pochodzi zapis koło Siostrzytowa rzeka Giełczew wpada do Wieprza.
Siestrzytów w Słowniku geograficznym Królestwa Polskiego
W wieku XIX wieś i folwark nad rzeką Wieprzem w powiecie lubelski, gminie Jaszczów, parafii Biskupice. Wieś posiada pokłady kamienia wapiennego. W 1885 roku folwark w dobrach Siestrzewice posiadał rozległość 2427 mórg.

Wieś Siestrzewice posiadała osad 74, z gruntem mórg 574, wieś Majdanek Stary osad 6, mórg 53.
Dwór w Siostrzytowie
Na przełomie XV i XVI wieku posesorzy wsi – Siestrzewiccy postawili dwór w Siestrzewicach. Był to budynek z jedną izbą, z boczną sienią i przedsionkiem, a więc jeszcze o układzie średniowiecznym. W roku 1586 Marcin Siestrzewicki wystawił obok starego drugi dwór, tym razem folwarczny. Nowy trójdzielny budynek miał sień na osi, po jej bokach – z jednej strony komnatę, z drugiej piekarnię z komorą i komórką. Dworów i folwarku bronił ostróg lub palisada. W obrębie ufotyfikowanego założenia znajdowały się także wieli ogród i sad. Do dziś po dworze został tylko gruz. Młyn wodny nad rzeką Giełczwią przebudowano na elektryczny. Zachował się w bardzo dobrym stanie park po dworski.